# Prostheclina boreoxantha
Prostheclina boreoxantha är en spindelart som beskrevs av Richardson, Zabka 2007. Prostheclina boreoxantha ingår i släktet Prostheclina och familjen hoppspindlar. Inga underarter finns listade i Catalogue of Life.